# Andrea da Murano
Andrea di Giovanni detto Andrea da Murano (fl. XV-XVI secolo) è stato un pittore italiano attivo in Veneto.
Di lui si hanno scarsissime notizie biografiche. I primi riferimenti si ritrovano in documenti del 1462 e del 1463 relativi alla doratura delle conchiglie del coro di San Zaccaria. Nel 1468 lui e Bartolomeo Vivarini ebbero la commissione di un ciclo di tele per la Scuola Grande di San Marco, della quale era confratello. Nel 1472 è attestata la sua bottega a Santa Maria Formosa in associazione con il fratello Girolamo, intagliatore.
Successivamente risulta attivo nel Trevigiano: nel 1484 cominciò forse la pala per la pieve di Trebaseleghe, pagata nel 1501; nel 1499 risiedeva a Castelfranco con i familiari; nel 1502 datava e firmava la pala per la chiesa di Mussolente.

## Opere

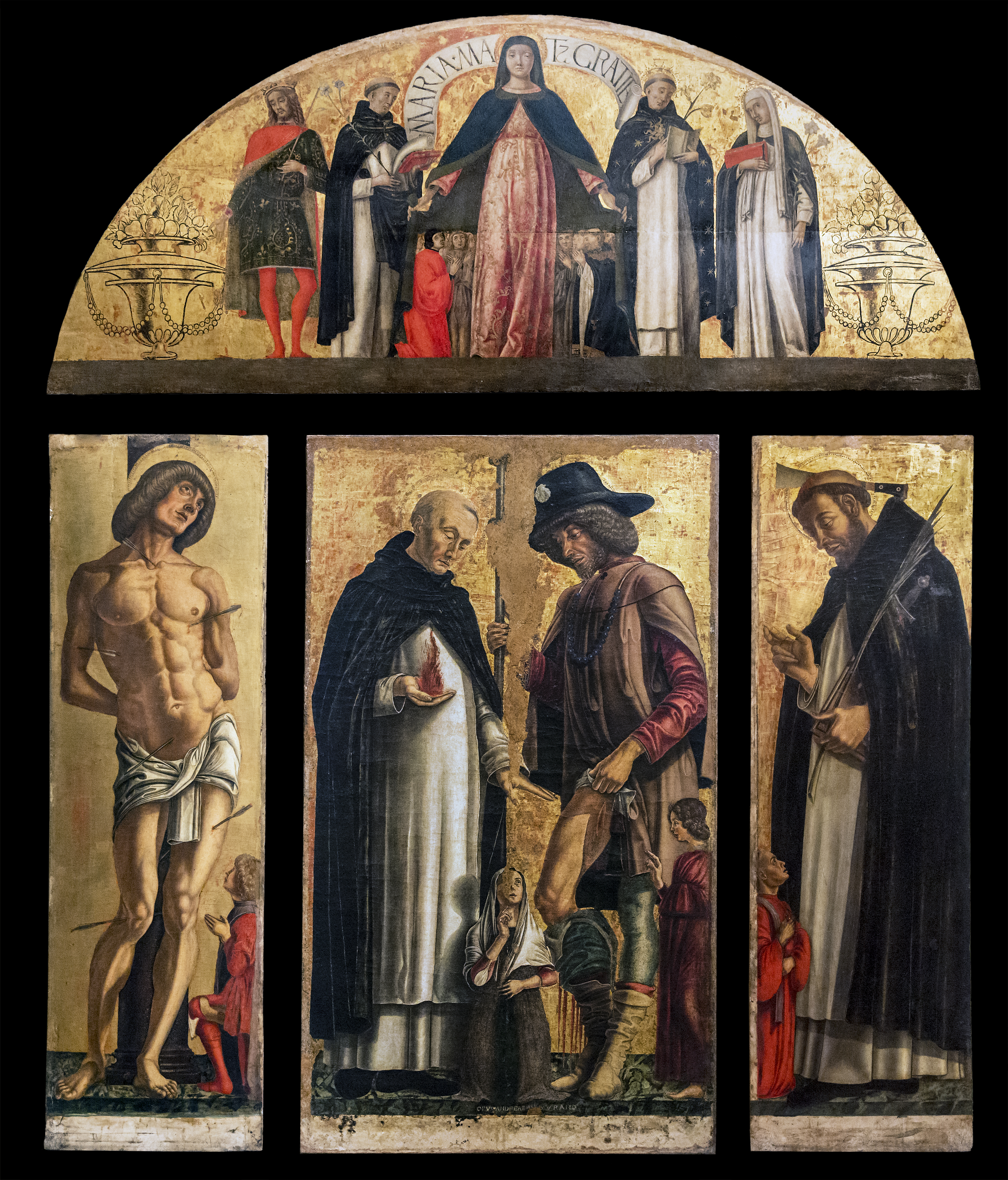
Polittico conservato alle Gallerie dell'Accademia.

Gli studiosi del passato ebbero grande considerazione per Andrea da Murano, tanto da definirlo il primo dei pittori muranesi. La critica attuale ha invece ridimensionato la sua importanza, pur riconoscendo il notevole valore artistico di molte sue opere. Pittore vigoroso, sebbene si inserisca nella tradizione dei Vivarini, fu influenzato anche dalle innovazioni del Bellini, dimostrando una visione più aperta, slegata dal convenzionale ambiente muranese.
La sua opera più antica sarebbe un trittico con lunetta oggi conservato alle Gallerie dell'Accademia: proveniente dalla chiesa di San Pietro Martire di Murano, è firmato Opus Andreae da Murano ed è databile attorno al 1475. C'è un richiamo al Vivarini, presente anche nei lavori successivi, e un'intonazione cromatica basata sul Bellini, nonché un certo vigore plastico che rimanderebbe ad Andrea del Castagno. Quest'ultimo aspetto è comune anche alla tela Cristo in croce tra la Vergine e San Giovanni, sempre all'Accademia, dove si osservano anche riferimenti al Mantegna.
Notevole per eleganza e chiarezza è la pala di Trebaseleghe, mentre quella di Mussolente appare più rozza. Si può forse attribuirgli anche la tavola Madonna e i santi Pietro e Paolo conservata in San Nicolò di Treviso.